# 岸井孝一
岸井 孝一（きしい こういち、1879年（明治12年）11月21日 - 1960年（昭和35年）3月23日）は、日本の海軍軍人。第一次世界大戦において第二水雷戦隊、第二特務艦隊の各参謀を務める。最終階級は海軍少将。

## 人物・来歴

### 略歴
父は石川県士族・岸井収吉。金沢市に生まれる。海軍兵学校28期。同期生に永野修身、左近司政三、安東昌喬などがいる。第三戦隊所属の防護巡洋艦「千歳」分隊長として日本海海戦に参戦した。尉官時代は水雷関係の勤務を続け、海軍大学校甲種(8期)を修了。佐官時代の初期は二年に渡り英国に駐在した。帰国後第二艦隊参謀として日本の第一次世界大戦参戦を迎え、第二水雷戦隊参謀として司令官・岡田啓介を補佐し青島の戦いに参戦した。再び英国に駐在。帰国後は第二特務艦隊参謀として、司令官・佐藤皐蔵を補佐し、地中海での連合国艦船護衛任務に従事した。戦利品であるドイツ潜水艦の日本回航に携わっている。帰国後は海大教官や艦政本部課長、戦艦「金剛｣艦長などを務め、1924年(大正13年)12月1日、少将へ昇進し、海軍潜水学校校長、第一潜水戦隊司令官と潜水艦関係の要職を歴任。艦政本部の第三部長及び第二部長を務めて1928年(昭和3年)1月25日予備役編入となった。その後は兵器関係会社の役員を務めている。

### 第一次世界大戦
<大戦前半>
岸井は第二水雷戦隊先任参謀として青島港外の哨戒任務に就いたが、防護巡洋艦「高千穂｣を撃沈されるという被害を受けた。出征以来40日余りが経過し倦怠感があったこと、青島港のドイツ海軍部隊は日本艦隊に比べ微弱であったことなどから油断していたことを認めている。
<大戦後半>
先任参謀を務めた第二特務艦隊には参謀長が配置されておらず、岸井の責任は大きかった。未経験の潜水艦対策にあたる困難な任務であり、駆逐艦「榊｣が大破する被害を受けているが、日本艦隊単独でも護衛任務348回、護衛艦船788隻、輸送人員75万人にのぼり、他国との共同任務を含めると膨大な実績数であった。
<日本海軍>
しかし戦後の日本海軍は、ユトランド沖海戦における艦隊戦闘に比べ、船団護衛には関心が薄く、第二特務艦隊の経験を充分に学ぶことはなかった。その結果太平洋戦争において米潜水艦により撃沈された日本商船は1150隻、485万トンにのぼった。

### 水雷関係の補職
- 尉官時代

1. 第4艇隊附
2. 第19艇隊附
3. 竹敷要港部第3水雷艇隊附
4. 水雷術練習所学生
5. 第15艇隊艇長
6. 「吹雪」駆逐艦長
7. 海軍水雷学校教官

- 佐官時代

1. 戦艦「朝日」水雷長
2. 戦艦「薩摩」水雷長
3. 佐世保水雷隊参謀
4. 「江風」駆逐艦長

## 栄典
位階
- 1902年（明治35年）4月11日 - 正八位[4]
- 1903年（明治36年）12月19日 - 従七位[5]
- 1905年（明治38年）2月14日 - 正七位[6]
- 1910年（明治43年）3月22日 - 従六位[7]

勲章等
- 1906年（明治39年）4月1日 - 功五級金鵄勲章・勲五等双光旭日章・明治三十七八年従軍記章[8]

## 関連する人物
- 伊東祐保：高千穂艦長
- 横地錠二：第11駆逐隊司令
- 上原太一：榊駆逐艦長
- 竹垣純信：第11駆逐隊機関長
- 坂野常善：第二特務艦隊参謀
- 岩村清一：第二特務艦隊参謀